# Сибирский листок
«Сибирский листок» — российская газета. Выходила в Тобольске в 1890—1919 годах.

## История
Основателем газеты и её первым редактором был народник Александр Сыромятников (вступил в организацию «Земля и воля», когда учился в Москве). Первый номер вышел 20 декабря 1890 года. Газете разрешалось публиковать только статьи на торговые и финансовые темы. Сыромятников хотел разнообразить содержание статьями по истории, художественными произведениями, но не получал разрешения от властей.
В 1893 году газету купил бывший землемер Тимофей Никифоров, который назначил главным редактором учителя истории и географии Тобольской гимназии Ивана Львова. Затем газета переходила в руки книготорговца Алексея Суханова (1896—1898), помощника Тобольского врачебного инспектора Ивана Покровского (1898—1900). Среди авторов были писатель Дмитрий Мамин-Сибиряк, поэт Павел Грабовский, общественный деятель Николай Ядринцев.
В 1900 году газету приобрела народница Мария Костюрина. Костюрина добилась разрешения публиковать статьи на широкие общественные темы. С конца 1905 года газета начала выходить без цензуры, но в январе 1906 года Костюрину арестовали, и газету закрыли. Издание возобновилось 7 июня 1906 года. В 1907 году Костюрина открыла свою типографию. Газету выписывали в Тобольске, Тюмени, Омске, Томске, Иркутске, Минусинске, Москве. Последний номер вышел 28 августа 1919 года.